# Gemini (rymdfarkost)
För andra betydelser, se Gemini.

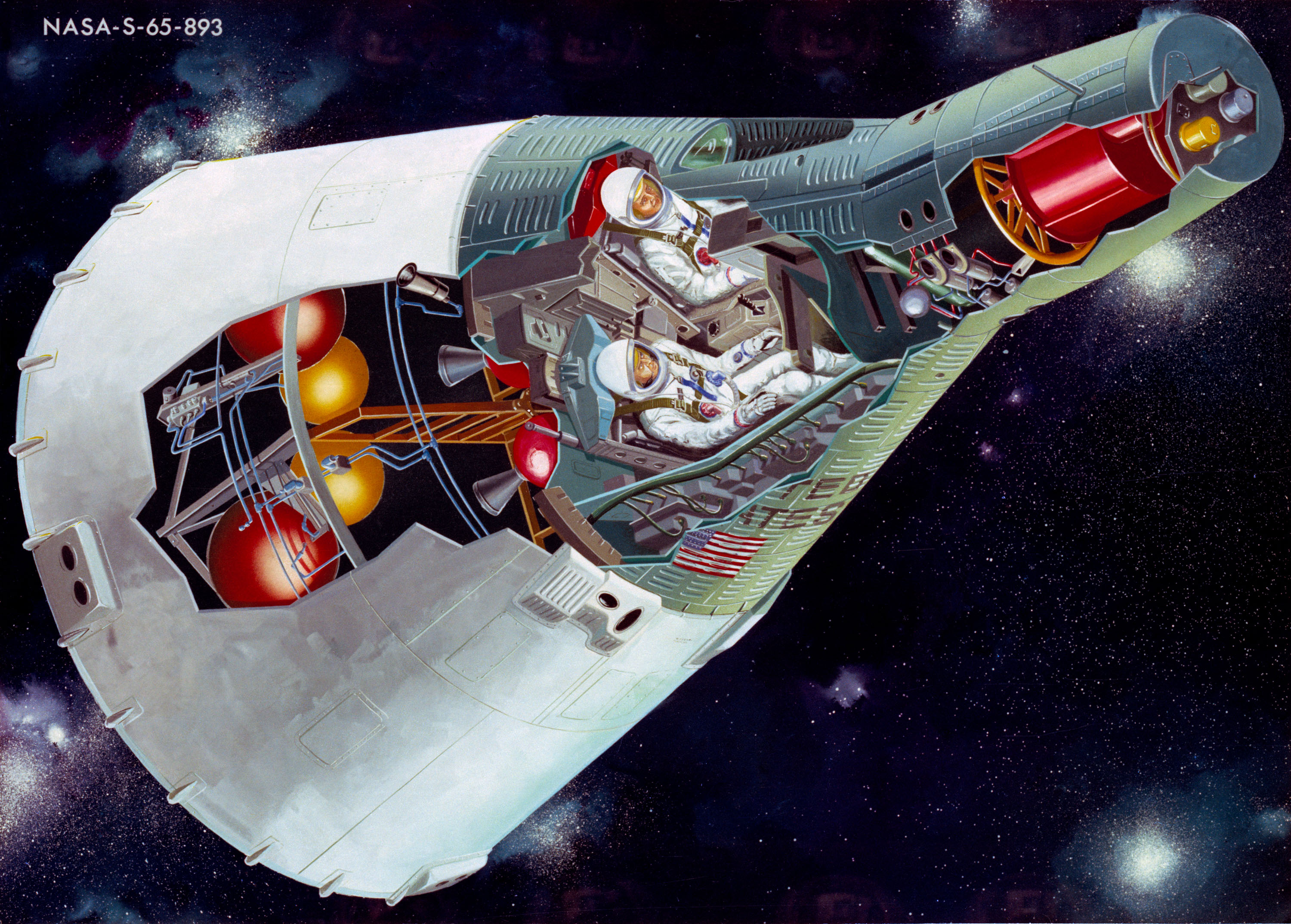

Gemini var USA:s andra bemannade rymdfarkost och utvecklades under Geminiprogrammet. Den första obemannade rymdfärden gjordes den 8 april 1964 och den första bemannade rymdfärden gjordes den 23 mars 1965.

## Design
Farkosten var utformad som en kon med en cylindrisk topp och konvex bas. Farkosten bas var täckt av en värmesköld. Över denna var ytterligare två koniska moduler monterad, den innehöll utrustning och bränsle för att kunna navigera i omloppsanna runt jorden. Istället för att montera en räddningsraket på toppen av farkosten, valde man att utrusta den med raketstolar.

## Uppskjutning
Farkosten kom att skjutas upp av en Titan II-raketer.

## Amerikanska flygvapnets
Amerikanska flygvapnet planerade att använda en modifierad version av Gemini-farkosten tillsammans med sin planerade Manned Orbiting Laboratory station.